# Provincia de Chuy
La provincia de Chuy o Chui (kirguiz: Чүй областы, ruso: Чуйская область) es la provincia (óblast) situada más al norte de Kirguistán. Toma su nombre del río que lo atraviesa. Aunque de 2003 a mayo de 2006 la capital era Tokmak, actualmente su centro administrativo es Biskek, capital y ciudad más importante del país, que formalmente no es parte de la provincia. Tiene una superficie de 18.684 km², que en términos de extensión es similar a la de El Salvador. Su población era de 790.500 habitantes en 2009.
La producción agrícola incluye trigo, maíz, remolacha, patata, alfalfa, y varias vegetales y frutas. Durante el período soviético varias industrias fueron establecidas a lo ancho de la provincia, dando lugar a la aparición de un número de centros urbanos tales como Tokmok, Kant y Kara-Balta.

## División territorial
La provincia de Chuy se subdivide en ocho distritos (raiones) y una ciudad:
| Distrito           | Capital     | Población (2009) |
| ------------------ | ----------- | ---------------- |
| 1. Kemin           | Kemin       | 41.924           |
| 2. Chuy            | Tokmak      | 44.753           |
| 3. Ysyk-Ata        | Kant        | 131.503          |
| 4. Alamudun        | Lebedinovka | 147.208          |
| 5. Sokuluk         | Sokuluk     | 158.137          |
| 6. Moskva          | Belovodskoe | 83.641           |
| 7. Jaiyl           | Kara-Balta  | 90.348           |
| 8. Panfilov        | Kayingdy    | 39.837           |
| -. Tokmak (ciudad) |             | 53,087           |

## Galería

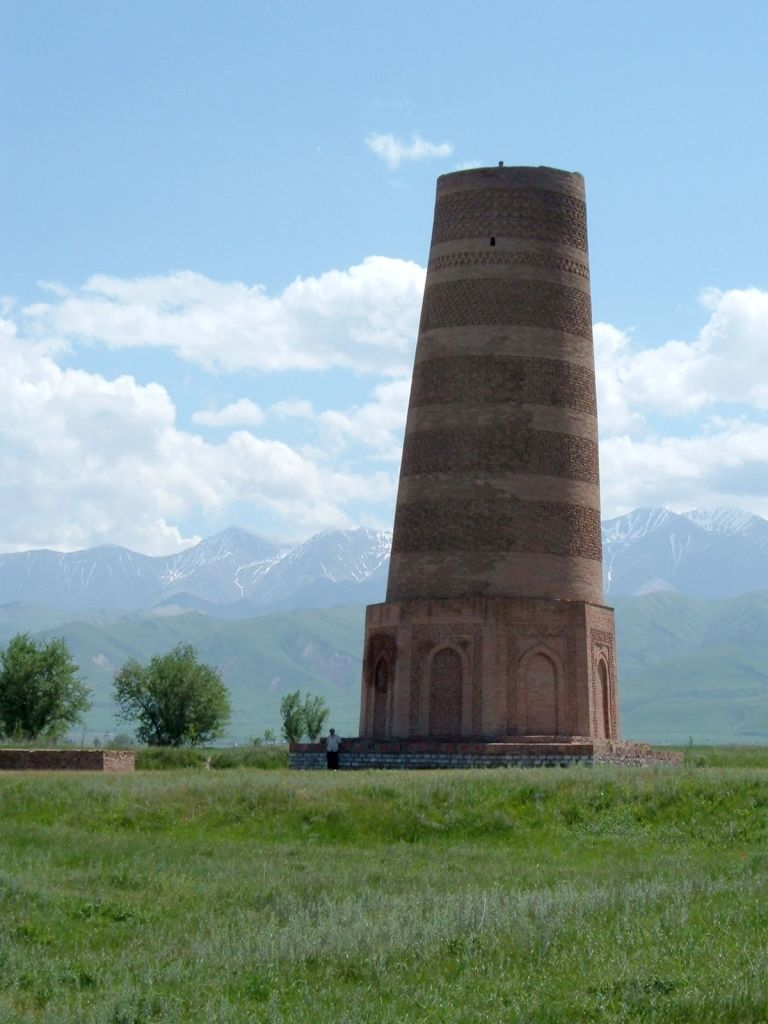
La Torre de Buraná.
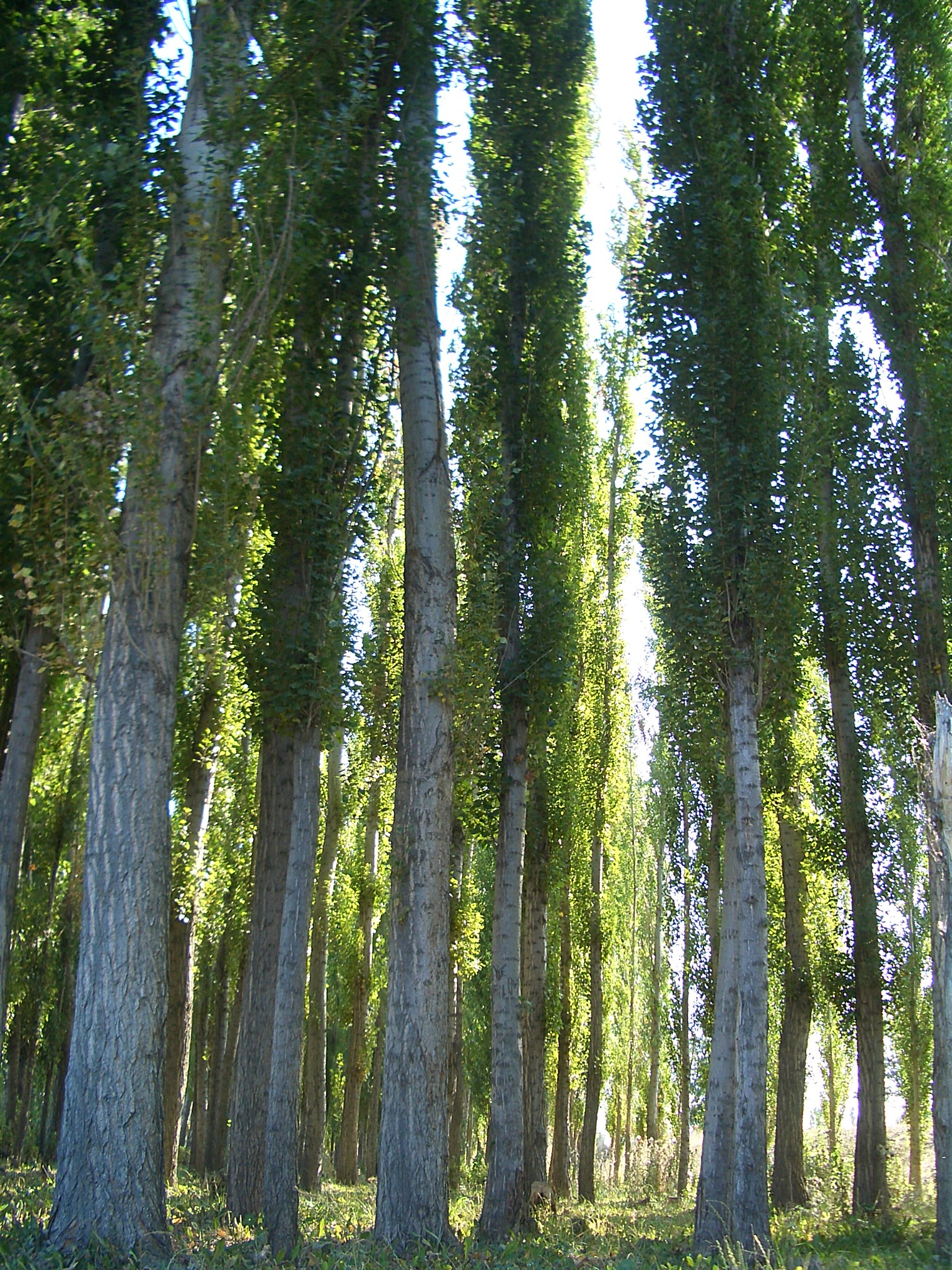
Árboles afuera de la aldea de Milyanfan.